# Соловей Олег Євгенович
Олéг Євге́нович Соловéй (нар. 21 лютого 1970, Шахтарськ, Донецька область) — український письменник, критик, літературознавець. Засновник і незмінний головний редактор літературно-художнього альманаху «Кальміюс» (1998 — 2006). Співзасновник Проєкту актуальних дискурсів «Простір Літератури» (2016). Засновник і співредактор наукового альманаху «Стусознавчі зошити» (2016). Засновник і редактор-упорядник альманаху літератури та мистецтв «ХОРС» (червень 2025). Кандидат філологічних наук (2000), доцент (2003).

## Життєпис
Закінчив філологічний факультет Донецького університету (1996). У 2000 році захистив кандидатську дисертацію за темою «Особливості стилю новелістики Миколи Хвильового» .
Жив і працював у Донецьку. Викладач, доцент Донецького національного університету імені Василя Стуса. Наразі мешкає у Вінниці — переїхав з університетом, залишивши окуповану територію наприкінці липня 2014 року. 
Автор поетичних збірок «Місто» (1998), «Марґіналії» (1999), «Фієста інфікованих» (2000), «Осінній хадж» (2001), «Камінний шепіт» (2002), «Аль Катик» (2004), «Конуси і дирижаблі» (2006), «Живі і Мертві» (2007), «Час убивць» (2013), поетичної містифікації «Варвара Чорна. НЕП: Збірка віршів» (2020); прозових книг «Танок, який виконують всі дівчатка» (2005), «Ельза» (2010); книг літературної критики «Атоми і Порожнеча» (2012), «Оборонні бої» (2013), «Орґазм і Відчай» (2017), «Василь Стус: Відлуння і наближення» (2017, у співавторстві), «Утрачений погляд» (2018), «Речник Апокаліпси» (2022), «Людина без адреси» (2025), «Сезон у Вінниці» (2025); численних рецензій і наукових статей з історії української літератури XX століття та з проблематики сучасного літпроцесу.
Учасник літературного угрупування «OST» (1999 - 2001), член АУП (2000) та НСПУ (2018).
Лауреат 2-ї премії конкурсу видавництва «Смолоскип» (1999, в номінації «Поезія»), премії журналу «Кур'єр Кривбасу» (2009) та літературної премії імені Бориса Нечерди (2013, за збірку «Час убивць»).
Активно розробляє проблеми теорії та історії експресіонізму.[джерело?]